# Майкл Гантер
Майкл Га́нтер (англ. Michael Hunter, Jr.; нар. 10 липня 1988) — американський боксер-професіонал, який виступає в першій важкій ваговій категорії (англ. Junior heavyweight), учасник Олімпійських ігор 2012 року.

## Любительська кар'єра

### Чемпіонат світу 2007
- 1/32 фіналу. Переміг Андреса Руїса Понсе (Мексика) RSCO3
- 1/16 фіналу. Переміг Курбана Гунебакана (Туреччина) 30-7
- 1/8 фіналу. Переміг Яссема Делаварі (Іран) 19-13
- 1/4 фіналу. Програв Ісламу Тімурзієву (Росія) 15-22

### Чемпіонат світу 2009
- 1/16 фіналу. Програв Роберто Каммарелле (Італія) 1-8

### Олімпійські ігри 2012
- 1/8 фіналу. Програв Артуру Бетербієву (Росія) 10-10

## Таблиця боїв
| 12 Перемог (8 нокаутом, 4 за рішенням суддів), 1 Поразка (0 нокаутом, 1 за рішенням суддів) |        |                    |        |              |                |                                                  |                                                |
| Результат                                                                                   | Рекорд | Суперник           | Спосіб | Раунд, час   | Дата           | Місце проведення                                 | Примітки                                       |
| Поразка                                                                                     | 12-1   | Олександр Усик     | UD     | 12           | 8 квітня 2017  | MGM National Harbor, Оксон Гілл Меріленд         | Бій за титул чемпіона WBO у першій важкій вазі |
| Перемога                                                                                    | 12-0   | Ісайя Томас        | UD     | 10           | 13 травня 2016 | Sam's Town Hotel and Gambling Hall, Невада       |                                                |
| Перемога                                                                                    | 11-0   | Філл Вільямс       | KO     | 1 (8), 2:44  | 27 лютого 2016 | Хонда-центр, Анагайм, Каліфорнія                 |                                                |
| Перемога                                                                                    | 10-0   | Джейсон Дуглас     | RTD    | 4 (10), 3:00 | 13 жовтня 2015 | Little Creek Casino Resort, Шелтон, Вашингтон    |                                                |
| Перемога                                                                                    | 9-0    | Майк Біссетт       | TKO    | 1 (8), 1:11  | 25 липня 2015  | Palms Casino Resort, Невада                      |                                                |
| Перемога                                                                                    | 8-0    | Деон Елам          | ТКО    | 4 (6), 1:23  | 20 червня 2015 | MGM Grand Garden Arena, Невада                   |                                                |
| Перемога                                                                                    | 7-0    | Авері Гібсон       | UD     | 8            | 5 лютого 2015  | The Hangar, Коста-Меса, Каліфорнія               |                                                |
| Перемога                                                                                    | 6-0    | Харвей Джоллі      | ТКО    | 4 (6), 0:53  | 22 серпня 2014 | Pechanga Resort and Casino, Тамекула, Каліфорнія |                                                |
| Перемога                                                                                    | 5-0    | Джеррі Форрест     | UD     | 8            | 21 червня 2014 | СтабХаб Центр, Карсон, Каліфорнія                |                                                |
| Перемога                                                                                    | 4-0    | Родні Ернандес     | UD     | 6            | 3 квітня 2014  | Fantasy Springs Resort Casino, Індіо, Каліфорнія |                                                |
| Перемога                                                                                    | 3-0    | Гері Тапусоа       | TKO    | 2 (4), 1:41  | 24 січня 2014  | Little Creek Casino Resort, Шелтон, Вашингтон    |                                                |
| Перемога                                                                                    | 2-0    | Франциско Міральєс | KO     | 1 (4), 0:59  | 30 серпня 2013 | Sheraton Hotels and Resorts, Сан-Дієго           |                                                |
| Перемога                                                                                    | 1-0    | Чед Девіс          | TKO    | 3 (4), 2:59  | 9 березня 2013 | Celebrity Theatre, Фінікс, Аризона               |                                                |